# Sluneční plachetnice

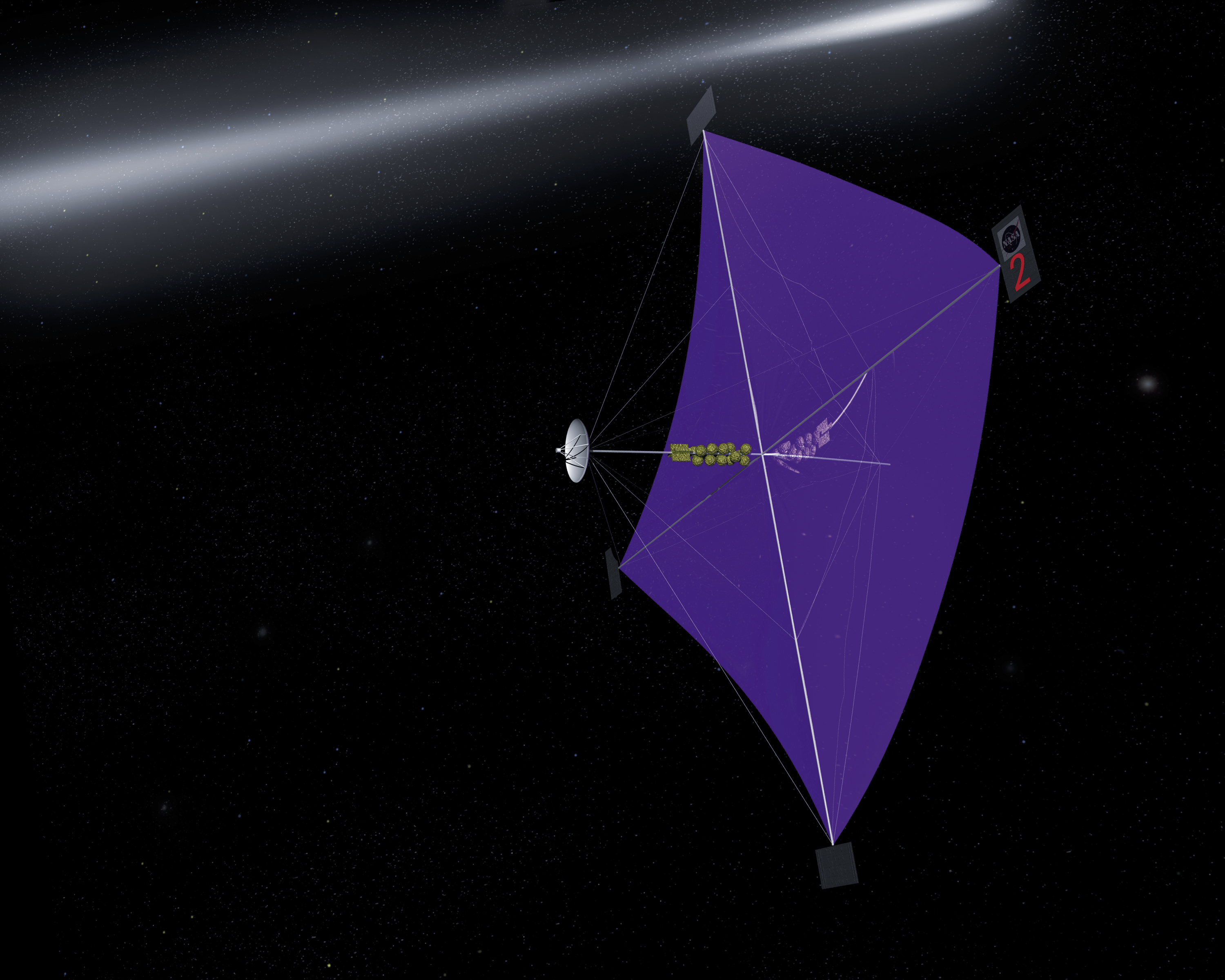
Studie sluneční plachetnice z NASA.

Sluneční plachetnice je kosmické plavidlo, které je poháněno tlakem dopadajícího slunečního, či případně i jiného záření na velkou odrazivou plochu. Protože plocha musí být co největší, připomíná plachtu. Kosmické plavidlo je pak urychlováno ve směru normály k plachtě podobně, jako vítr pohání klasické námořní plachetnice. Nakláněním plachty lze regulovat zrychlení i směr letu. Díky fyzice letů na oběžné dráze je možné letět i směrem ke Slunci, stačí jen zpomalit.

## Charakteristika
Protože tlak záření je velmi malý, je velmi malé rovněž zrychlení, působí však neustále a to bez pohonných hmot. Pro dosažení využitelného zrychlení kolem 1 mm·s−2 je třeba velikosti plachty řádově stovky metrů až kilometrů při velmi malé plošné hustotě plachty. S takovým zrychlením se k Jupiteru dostane nejdříve za 2 roky.
Plachetnice není poháněna slunečním větrem (elektrická plachetnice či magnetická plachetnice), ale v podstatě pouze elektromagnetickým zářením (ze sluneční energie či laserů). Tlak částic slunečního větru je zhruba 10 000× menší. Plachetnice mohou mít také tenkovrstvé solární články určené k napájení a případně i k napájení pohonu.
Plachetnice se hodí především pro blízké meziplanetární lety a pro vysoké dráhy nad Zemí, a to spíš s lehčím nákladem. Na Mars se náklad 1 kg může dostat už za 1 měsíc, ale lehčí plachetnice by měla problém. Pro brždění by šlo použít aerobraking.
Plachetnice se nedá použít pro start ze Země a je velmi nevhodná pro nízké oběžné dráhy, kde nad účinkem slunečního záření převládá aerodynamický odpor vrchních vrstev atmosféry.
Nelze ji použít ani pro manévrované mezihvězdné lety, protože záření hvězd je v mezihvězdném prostoru zanedbatelné.

## Zmínky v literatuře
První zmínky o možnosti „plachtění“ jsou už u Johannese Keplera, později u J. Verna, v 60. letech byla představa plachty zpopularizována Cordwainerem Smithem v povídce The Lady who Sailed the Soul (1960) a Arthurem Charlesem Clarkem v povídce The Wind from the Sun (1972).

## Reálné pokusy
První reálný pokus o vypuštění sluneční plachetnice Cosmos 1 21. června 2005 se nezdařil.
První úspěšně vypuštěná sluneční plachetnice byla IKAROS Japonské vesmírné agentury. Jejím primárním úkolem bylo stát se první funkční sluneční plachetnicí a následně proletět kolem Venuše. 21. května 2010 byla vynesena na orbitu Země, kde rozvinula svoji plachtu a 10. června 2010 z ní úspěšně vyplula směrem k Venuši, kolem které úspěšně proletěla 8. prosince 2010.
V roce 2015 proběhl přes drobné komplikace úspěšný pokus s vysláním sluneční plachetnice LightSail pod patronací neziskové organizace Planetary Society. V roce 2018 byla v rámci mise STP-2 vynesena LightSail 2, která se stala první úspěšnou sluneční plachetnicí na orbitě Země.